# Phlaeobella
Phlaeobella is een geslacht van rechtvleugeligen uit de familie veldsprinkhanen (Acrididae). De wetenschappelijke naam van dit geslacht is voor het eerst geldig gepubliceerd in 1941 door Ramme.

## Soorten
Het geslacht Phlaeobella omvat de volgende soorten:
- Phlaeobella floresana Ramme, 1941
- Phlaeobella insularum Ramme, 1941
- Phlaeobella lombokensis Willemse, 1933
- Phlaeobella renschi Ramme, 1941
- Phlaeobella rufipes Ramme, 1941
- Phlaeobella sumbawana Ramme, 1941
- Phlaeobella tristis Ramme, 1941